# لازار مارين
لازار مارين (بالبلغارية: Лазар Марин)‏ (9 فبراير 1994 في بلغاريا - ) هو لاعب كرة قدم بلغاري في مركز الظهير. شارك مع منتخب بلغاريا تحت 19 سنة لكرة القدم. أما مع النوادي، فقد لعب مع نادي بوتيف بلوفديف وFC Rakovski ‏.

## وصلات خارجية
- لازار مارين على موقع قاعدة بيانات كرة القدم.إي يو (الإنجليزية)
- لازار مارين على موقع Soccerway.com (الإنجليزية)